# Zwolle
Pour les articles homonymes, voir Zwolle (Louisiane).
Zwolle [zvɔl(ə)] ou [zwɔl(ə)] ( prononcé en néerlandais : [zʋɔlə]) est une  commune néerlandaise et le chef-lieu de la province d'Overijssel. Située à 80 kilomètres au nord-est de la capitale Amsterdam, elle a fait partie de la Ligue hanséatique.
Zwolle est l'une des villes les plus importantes du nord des Pays-Bas. En 2024, elle compte  133 810 habitants. La ville se situe sur la rivière Zwarte Water et également au bord du fleuve IJssel à la suite de récentes expansions. Elle a une superficie de 111,33 km2.

## Histoire

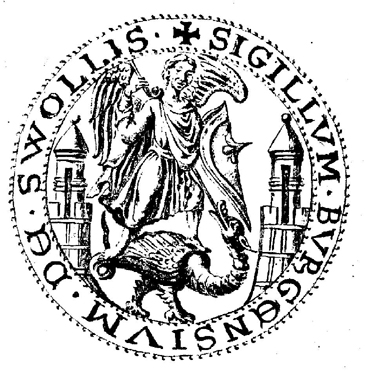
Sceau de la ville datant de 1295 représentant saint Michel, patron de la ville, tuant un basilic.

La ville est édifiée sur une butte d’alluvions (en néerl. suol, « protubérance ») déposées entre le lit de l’IJssel et celui de la Vecht. Les plus anciennes traces d'occupation humaine datent du Néolithique et certaines sources parlent du peuple d'Isala (le nom latin de la rivière Ijsel). Le premier édifice mentionné dans les donations est l'église Saint-Michel, vers 1040.
En 1230, la ville obtient de son seigneur l'évêque d'Utrech, Wilbrand d'Oldenburg, une charte en guise de remerciement pour la construction d'un château à Hardenberg, à la suite de la bataille de Ane. En 1324, un incendie ravage la ville.
L'école latine de Zwolle acquiert une grande renommée sous le rectorat de Cele Johan (1375-1415). Inspiré par la dévotion moderne, il renouvelle radicalement l'enseignement, l'église et la société. En 1416, l'évêque Frederik van Blankenheim met abruptement fin à la mainmise des guildes sur la ville (1413-1416).
En 1438, l'évêque Rudolf van Diepholt accorde à la ville le droit de battre monnaie. L'empereur du Saint-Empire romain germanique confirme le droit de Zwolle de figurer parmi les villes de l'empire allemand. En 1448, Zwolle devient ville hanséatique et connaît un âge d'or dans la deuxième moitié du XVe siècle. Comme sa voisine Deventer, c'est un haut lieu de l’imprimerie et ses institutions juridiques sont célèbres. Originaires de Zwolle et Deventer, les Frères de la vie commune propagent une pratique religieuse nouvelle, la Devotio moderna, dans toute l'Europe du Nord-Ouest. À cette époque, Zwolle, Kempen et Deventer sont économiquement et culturellement étroitement associées ; elles partagent du reste une même monnaie. Mais vers 1550, une grave crise économique frappe la ville, bien qu'elle demeure le plus grand marché aux bestiaux des Pays-Bas et conserve plusieurs imprimeries très actives.
En août 1572, la ville est conquise par Guillaume IV van den Bergh, un frère d'arme de Guillaume d'Orange. Après le massacre perpétré par les troupes espagnoles le 16 novembre à Zutphen, la ville assiégée se rend afin d'éviter un nouveau bain de sang de la part des Espagnols. Dans un premier temps, les États de l'Overijsel ne participent pas à l'Union d'Utrecht, conçue pour contrer l'avancée des troupes espagnoles. Lorsque le 3 mars 1580, le gouverneur George de Lalaing fait alliance avec les Espagnols, les habitants de Zwolle refusent de quitter l'insurrection et cessent de reconnaître son autorité. Un certain Lubert Ulger déclenche une révolte dans la ville et, le 15 juin, s'unit à un groupe d'insurgés calvinistes pour défaire les catholiques et les troupes espagnoles. À la suite de la médiation de Guillaume d'Orange, le gouverneur Lalaing conserve Groningue mais perd Zwolle et Drenthe qui rejoignent l'Union d'Utrecht.
Sous l'occupation française (1795-1813), Zwolle devient la capitale départementale. Après le départ des Français, elle devient la capitale de la province d'Overijssel. En 1890, la ville retrouve sa prospérité avec le raccordement au réseau ferroviaire.
Durant la Seconde Guerre mondiale, Zwolle est occupée à partir du 10 juin 1940. Les 13 et 14 avril 1945, Léo Major, un Québécois du Régiment de la Chaudière, libère à lui seul la ville de Zwolle de l'occupation allemande.

## Patrimoine et tourisme

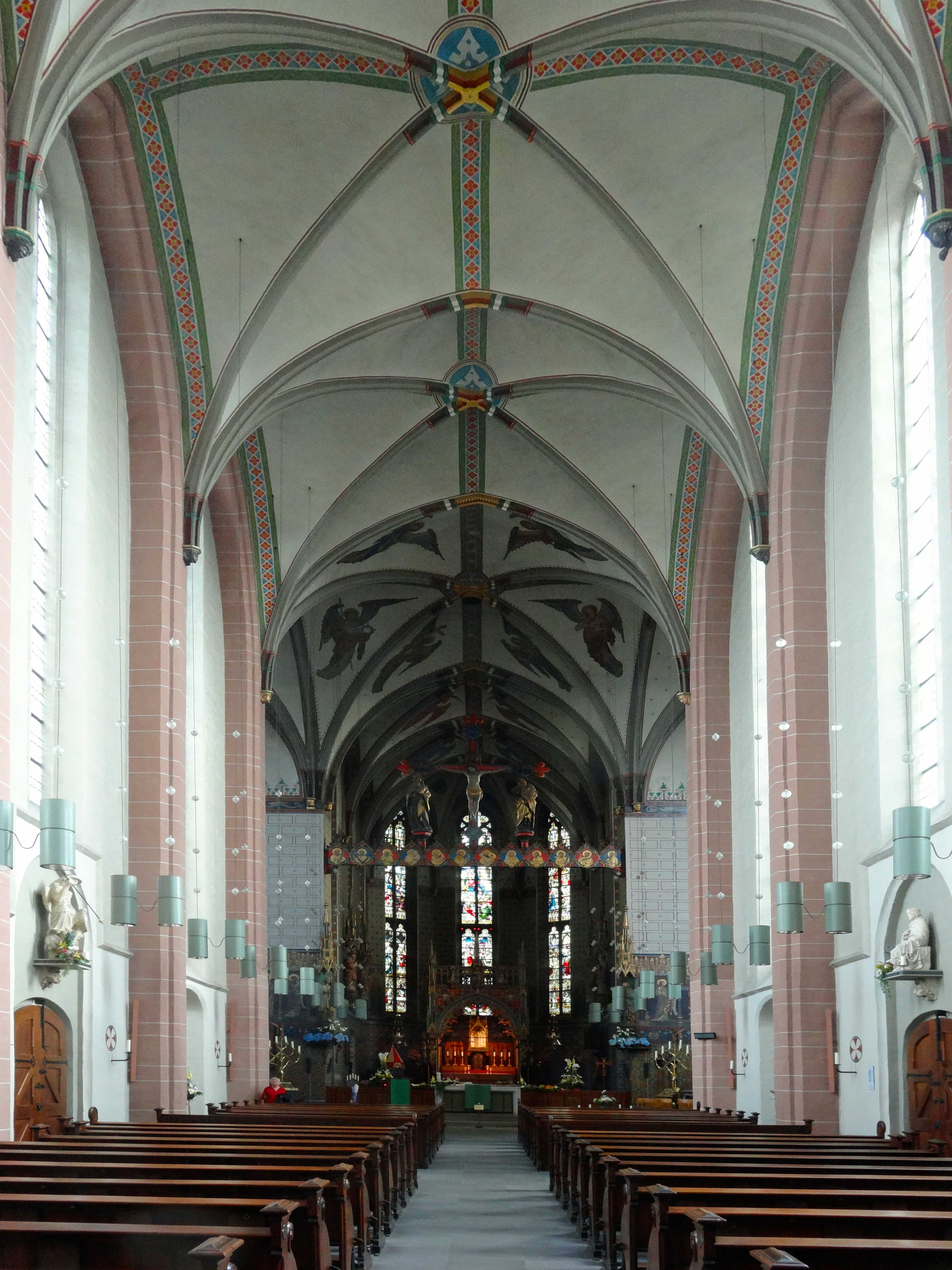
Intérieur de la basilique Notre-Dame-de-l'Assomption de Zwolle.

La ville de Zwolle vit une période faste au XVe siècle, lorsqu’elle devient ville de la Hanse, ce qui explique le grand nombre de bâtiments construits durant cette période. Il y a ainsi la basilique Notre-Dame-de-l'Assomption, haute église gothique construite entre le XIVe et le XVIe siècle, richement décorée, et qui a été élevée au rang de basilique mineure en 1999 par le pape Jean-Paul II. Les restes de Thomas a Kempis, auteur de l'Imitation de Jésus-Christ, s'y trouvent depuis 2006 et son orgue est l'un des plus réputés du pays. C’est pourtant sa tour qui attire le plus l’attention. En effet, le Peperbus (le nom de « poivrière » vient de sa forme) est depuis des siècles le symbole de la ville, car avec ses 75 mètres de hauteur, elle domine toute la ville et se voit de loin. Une autre église remarquable de Zwolle est l'église Saint-Michel. Entre son édification au XVe siècle et le moment où elle s’est écroulée (en 1682), la tour de cette église était la plus haute des Pays-Bas (120 mètres).
La Sassenpoort, seule porte des vingt-trois qui soit encore entièrement intacte de l’époque où la ville avait une fortification, se trouve au sud du centre-ville. L’ampleur de la porte et de ses tours montrait la richesse de la ville au XVe siècle.
Zwolle compte également plusieurs musées, comme le Museum de Fundatie. Ancien Palais de Justice, ce bâtiment néo-classique abrite depuis quelques années une grande collection de peintures et sculptures, principalement contemporaines.
Côté culinaire, Zwolle est bien représentée par de Librije, restaurant trois étoiles (2004) qui a récemment été élu deuxième meilleur restaurant des Pays-Bas. D’ailleurs, il existe aussi une spécialité zwolloise, les Zwolse Balletjes. Ces bonbons sont produits depuis cent soixante ans et ne sont vendus qu’en un seul magasin nommé Het Zwolse Balletjeshuis.

## Démonyme
Les habitants de Zwolle portent le surnom de Blauwvingers (doigts bleus). Cette dénomination vient du Moyen Âge, pendant la rivalité entre Zwolle et Kampen. Pendant une trêve, la ville de Zwolle désire vendre ses « clochettes » aux habitants de Kampen. Ces derniers acceptent, à condition qu’ils puissent choisir le moyen de payer. Ils payent avec de la monnaie en cuivre qui avait à l’époque une moindre valeur. Conséquence : les Zwollois doivent compter une très grande quantité de petites pièces, et comme les pièces sont en cuivre, leurs doigts deviennent bleus. Le nom de Blauwvingers est au Moyen Âge considéré comme une insulte, mais de nos jours, c'est un surnom que les Zwollois s’accordent eux-mêmes.

## Transports
Zwolle a été élue « ville la plus cyclable des Pays-Bas » pour l'année 2014. La gare de Zwolle est un nœud ferroviaire important, tous les trains de longue distance entre l'ouest et le nord des Pays-Bas y marquent l'arrêt. La gare est une gare de correspondance importante, les horaires ferroviaires dans le nord-est des Pays-Bas sont organisés autour des correspondances en gare de Zwolle.

## Zones d'activités
Elle abrite une usine d'assemblage du constructeur suédois de camions et de bus Scania, depuis 1964.

## Politique

### Conseil communal
Le conseil communal (gemeenteraad) est l'organe délibérant de la commune et ses membres sont appelés conseillers communaux (gemeenteraadsleden).

### Collège des bourgmestre et échevins
- H.J. Meijer (VVD), bourgmestre

## Personnalités nées dans la commune
- Thomas a Kempis (1379-1471), moine, écrivain et représentant de la devotio moderna ;
- Maître Arnt, sculpteur actif de 1460 à 1493 environ.
- Gerard Terborch (1617-1681), peintre
- Joan Derk van der Capellen tot den Pol (1741-1784), meneur du parti patriote (Révolution batave)
- Gerard Willem van Marle (1752-1799), homme politique, bourgmestre patriote (Révolution batave) de Zwolle de 1785 à 1787, président de l'Assemblée nationale de la République batave
- Rhijnvis Feith (7 février 1753 - 8 février 1824), poète
- Michael Helmich (1753-1835), homme politique
- Johan Thorbecke (14 janvier 1798 - 4 juin 1872), homme d'État
- Piet Schrijvers (15 décembre 1946), surnommé Bolle van Zwolle, footballeur
- Kader Abdolah (12 décembre 1954), écrivain
- Jeroen Dubbeldam (15 avril 1973), cavalier de saut d'obstacles
- Erben Wennemars (1er novembre 1975), patineur de vitesse
- Michael Minsky (1918-1988), chanteur russe, chef de chœur
- Charlotte Wessels (13 mai 1987), chanteuse de Delain
- Antonius Gerhardus Michael « Ton » Koopman, né à Zwolle le 12 octobre 1944, claveciniste, organiste et chef d'orchestre
- Léo Major (1921-2008), Citoyen d'honneur pour avoir délivré lui seul la ville en Avril 1945.
- Sofie Letitre, chanteuse, née à Zwolle.
- Thomas van den Belt (2001-), né à Zwolle.

## Jumelage
Lünen (Allemagne)

## Autres localités homonymes
Zwolle est également le nom :
- d'un hameau de la commune de Oost Gelre, en province de Gueldre aux Pays-Bas.
- d'un village de l'État de Louisiane, aux États-Unis : Zwolle (Louisiane)

## Galerie

Zwolle
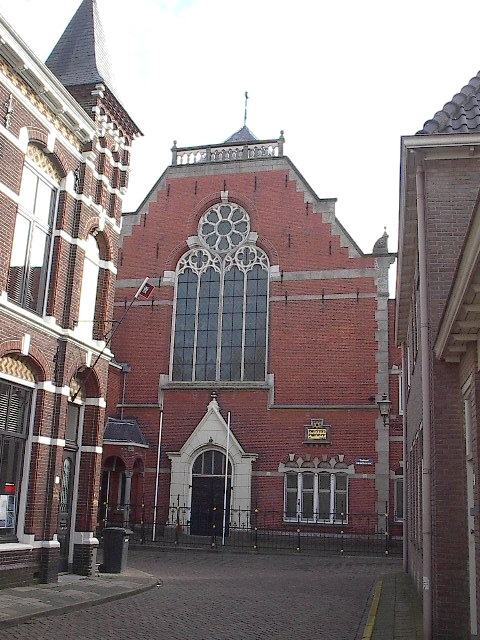
Synagogue de Zwolle.
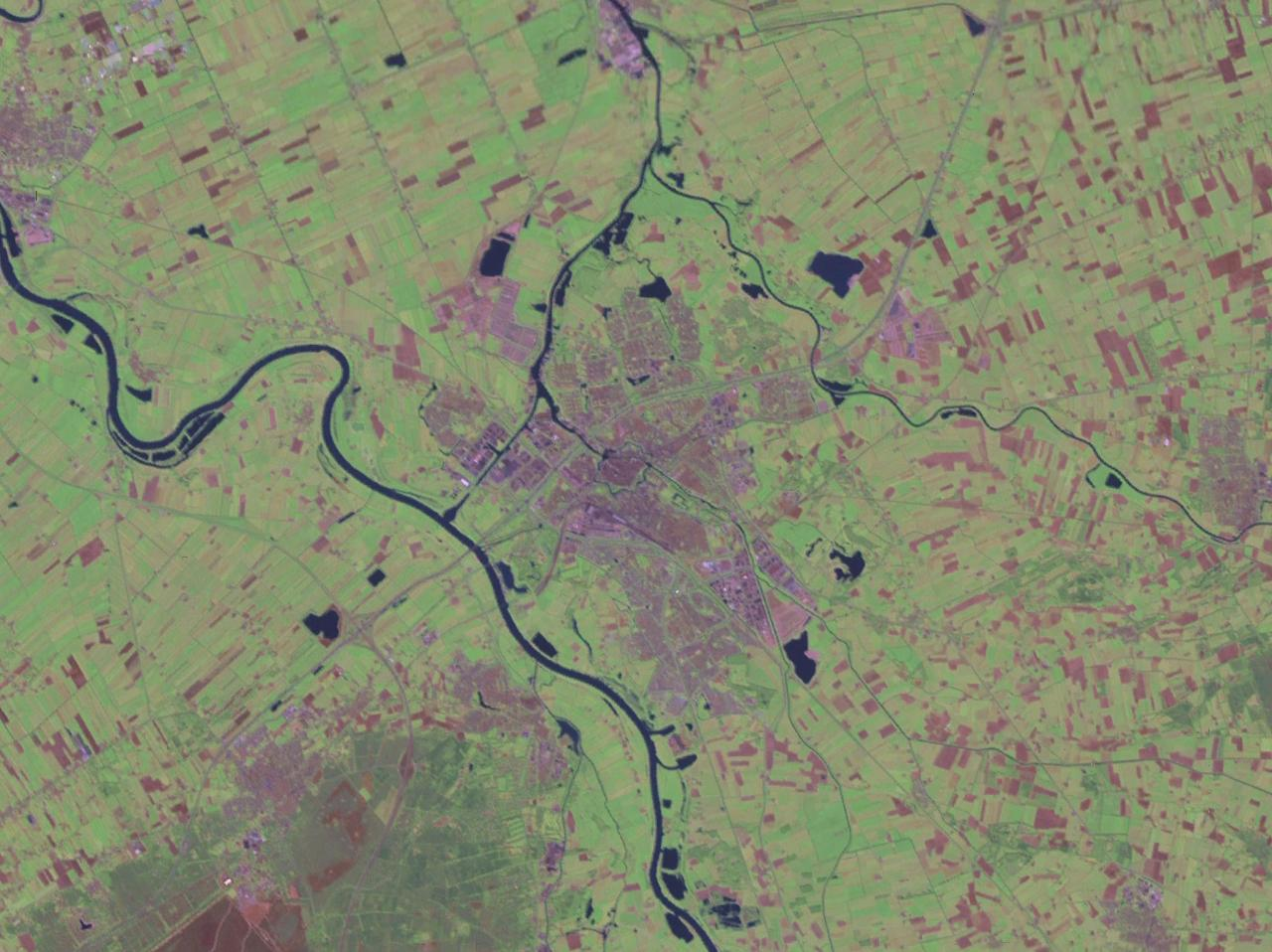
Vue satellite de Zwolle.
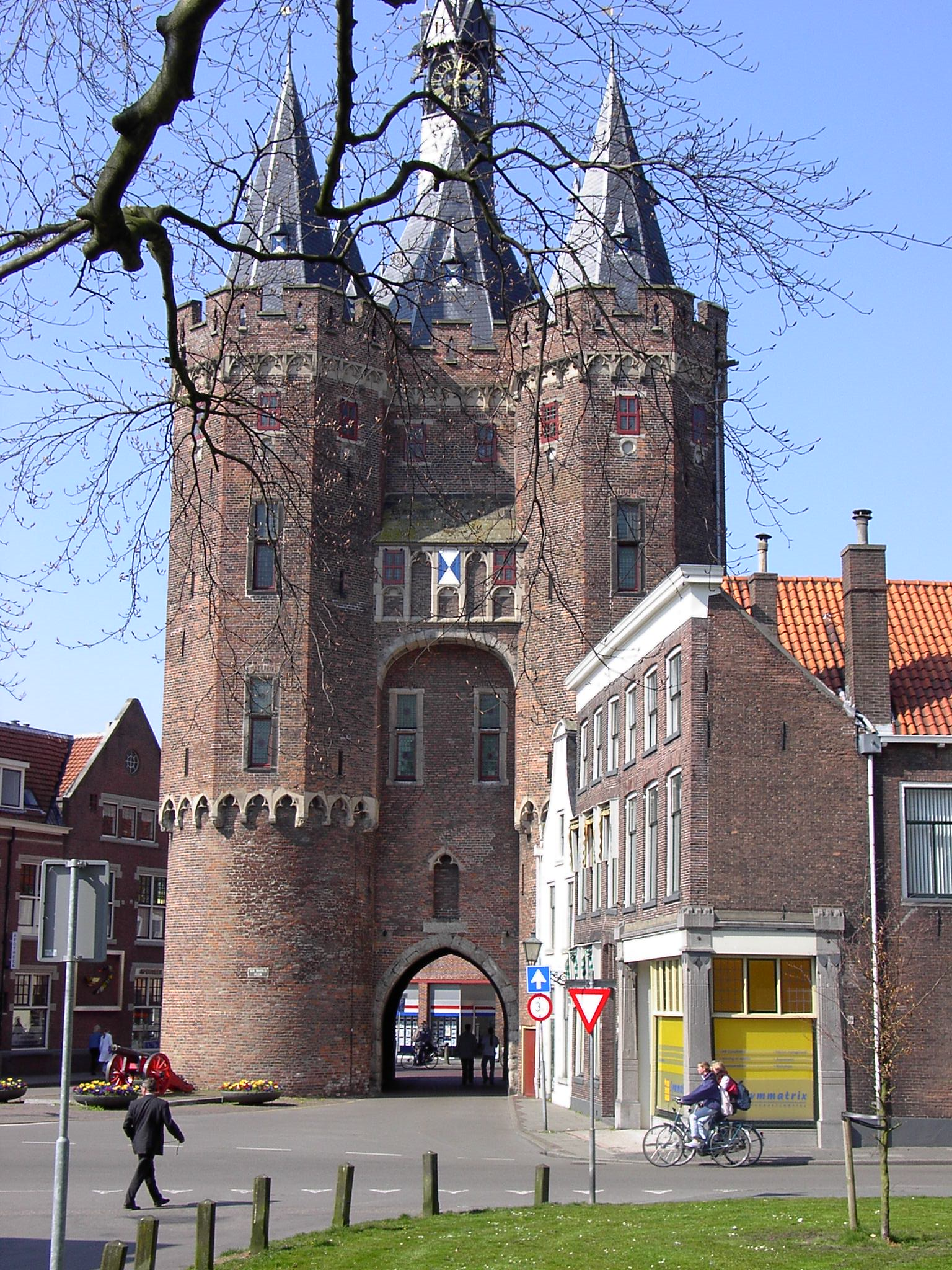
Sassenpoort (la dernière porte de la ville du XVe siècle).
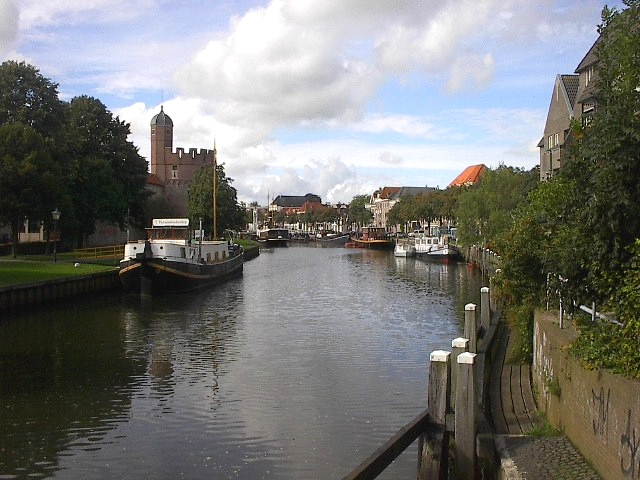
Thorbeckegracht.
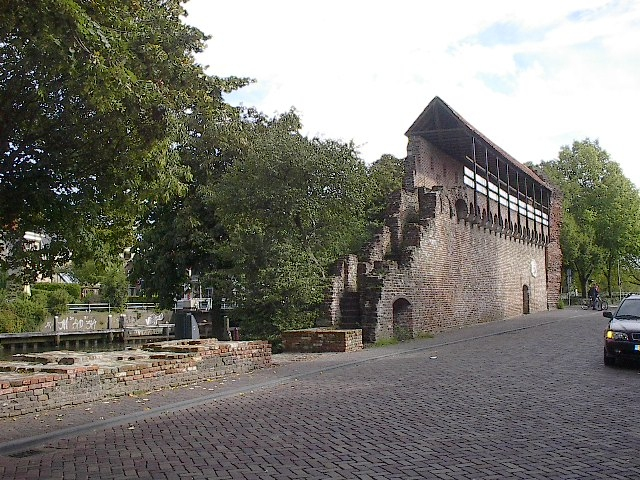
Enceintes de la ville.
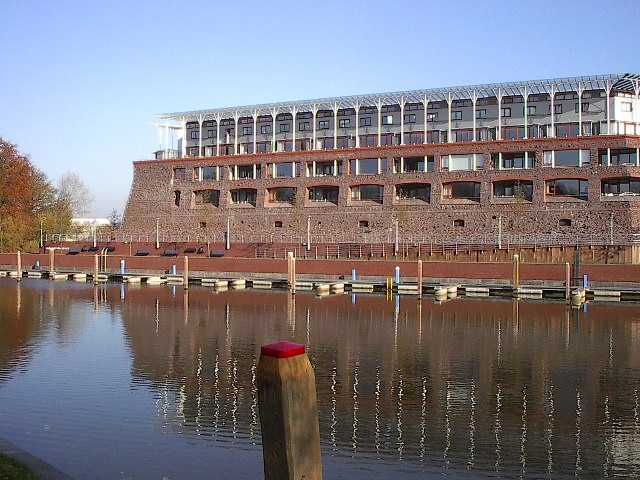
Maagjesbolwerk.
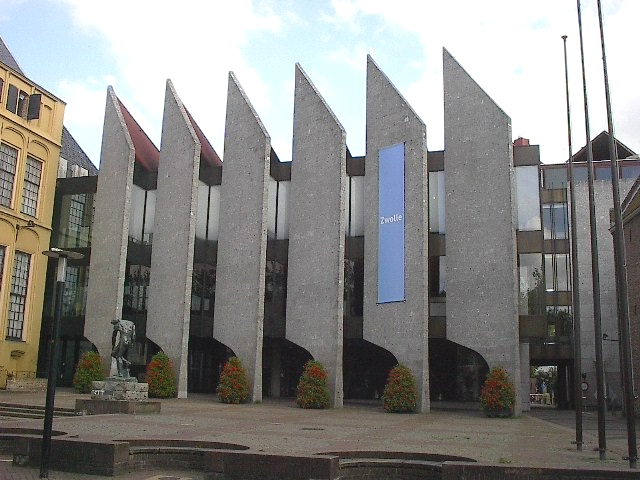
Hôtel de ville.
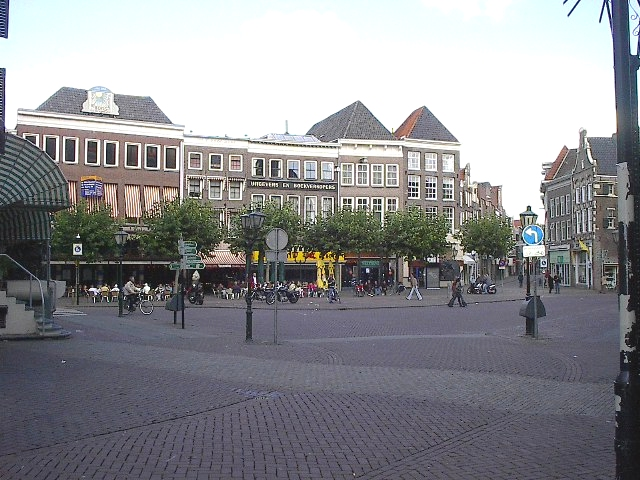
Grand place.
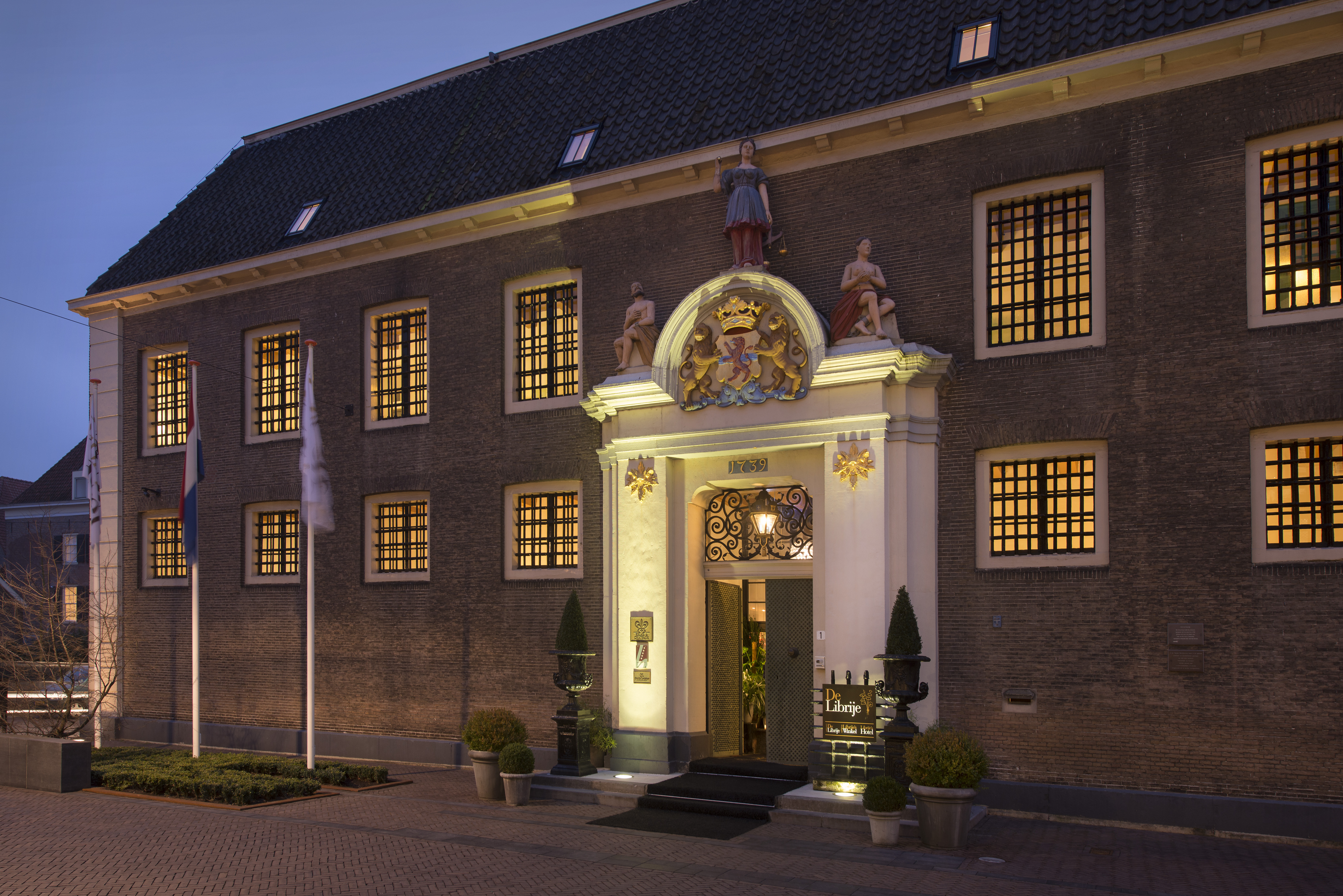
De Librije.
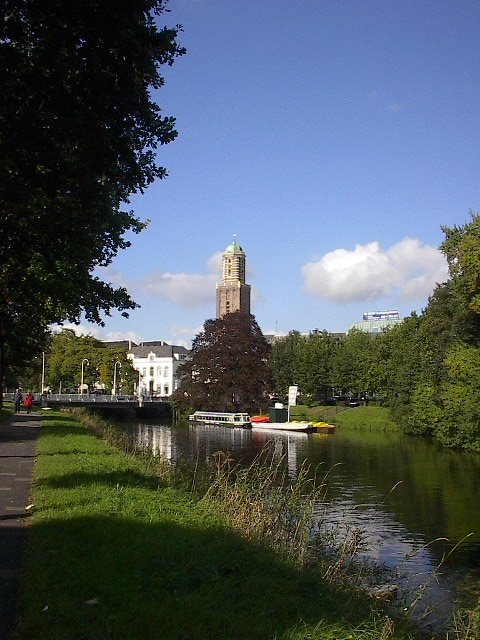
Peperbus.
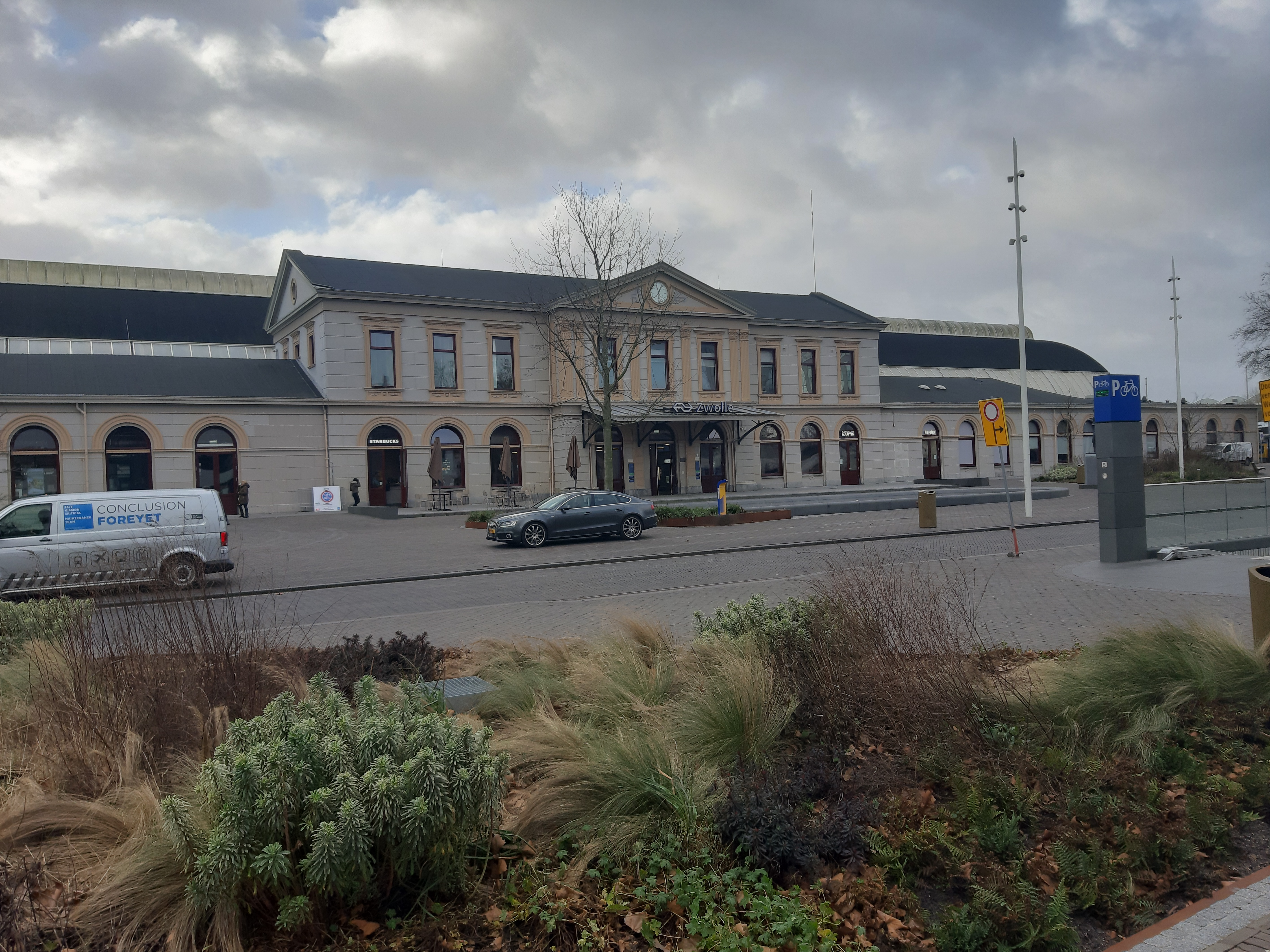
La gare centrale.
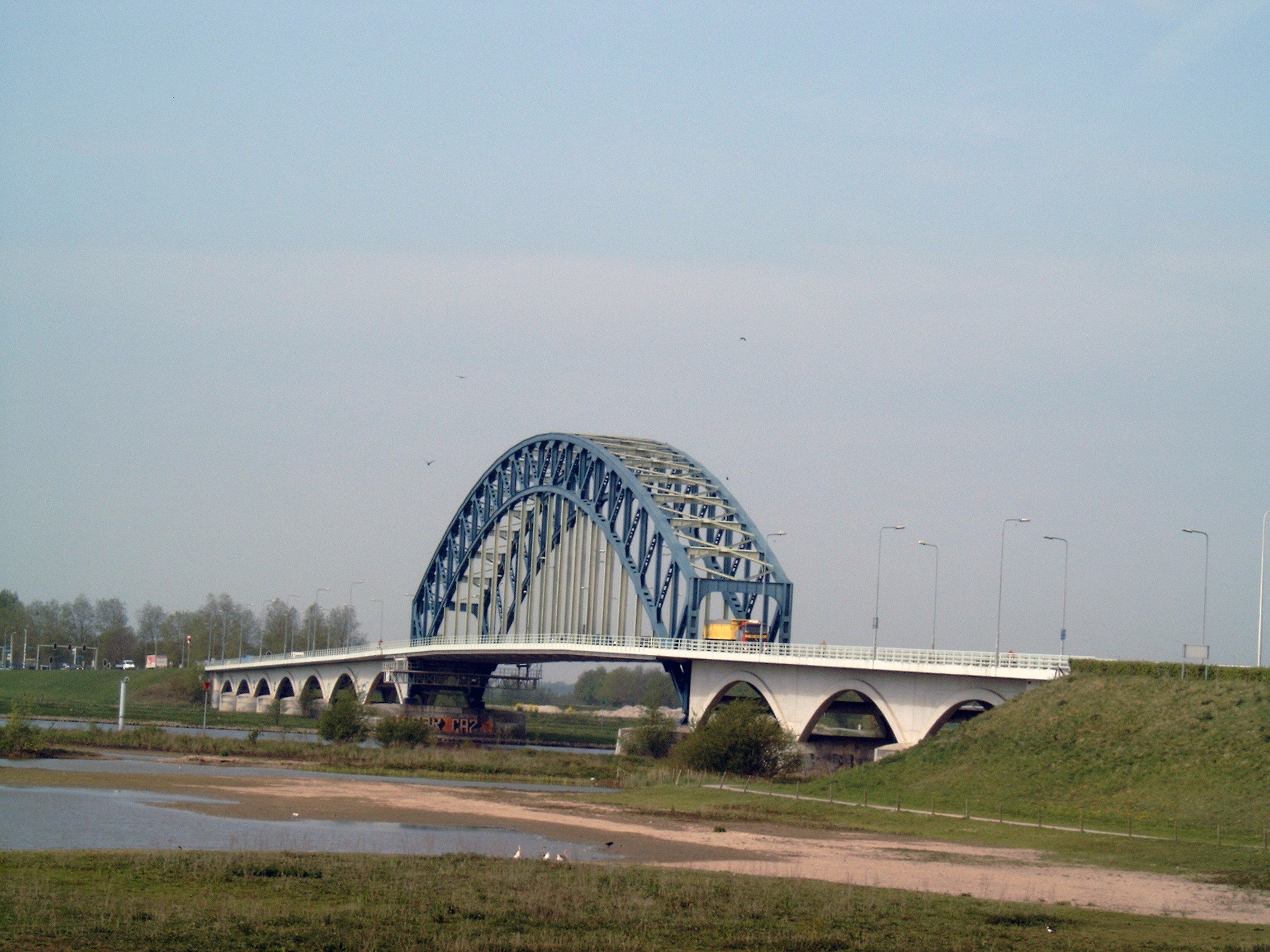
Pont sur l'IJssel.
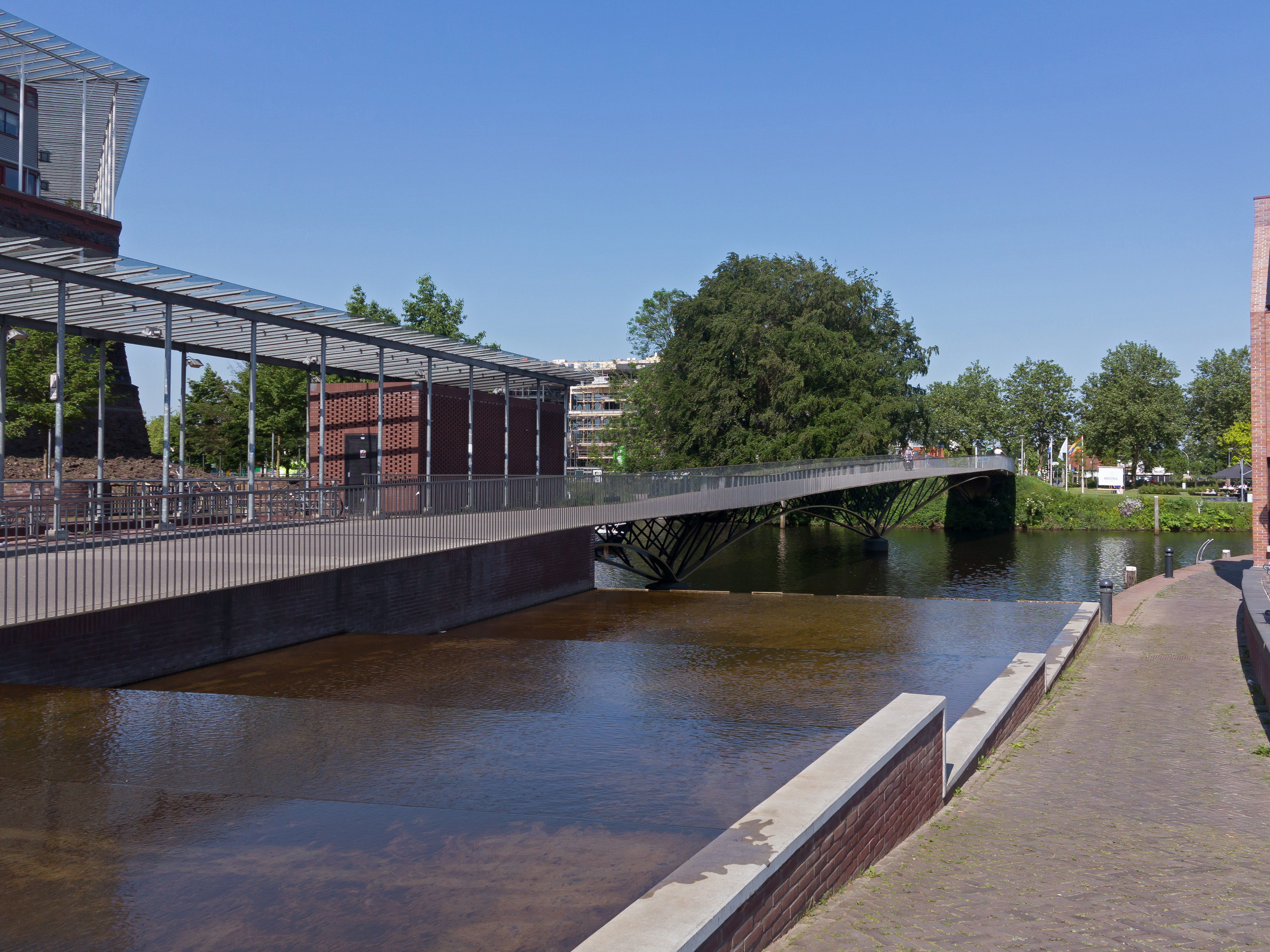
Le pont pour les bicyclettes près de la place Het Rodetorenplein.
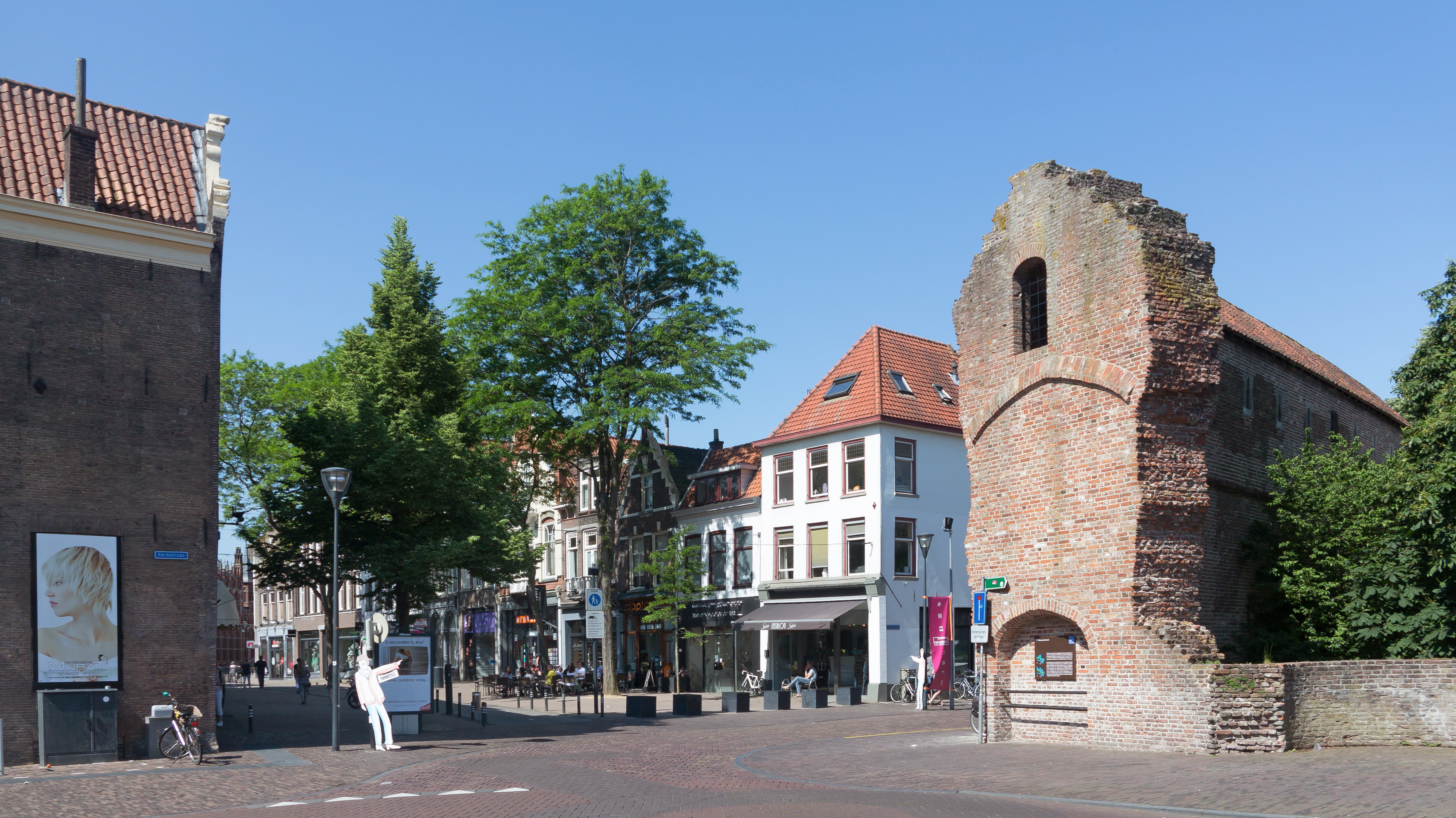
L'enceinte de ville Het Dieserpoortenbolwerk.
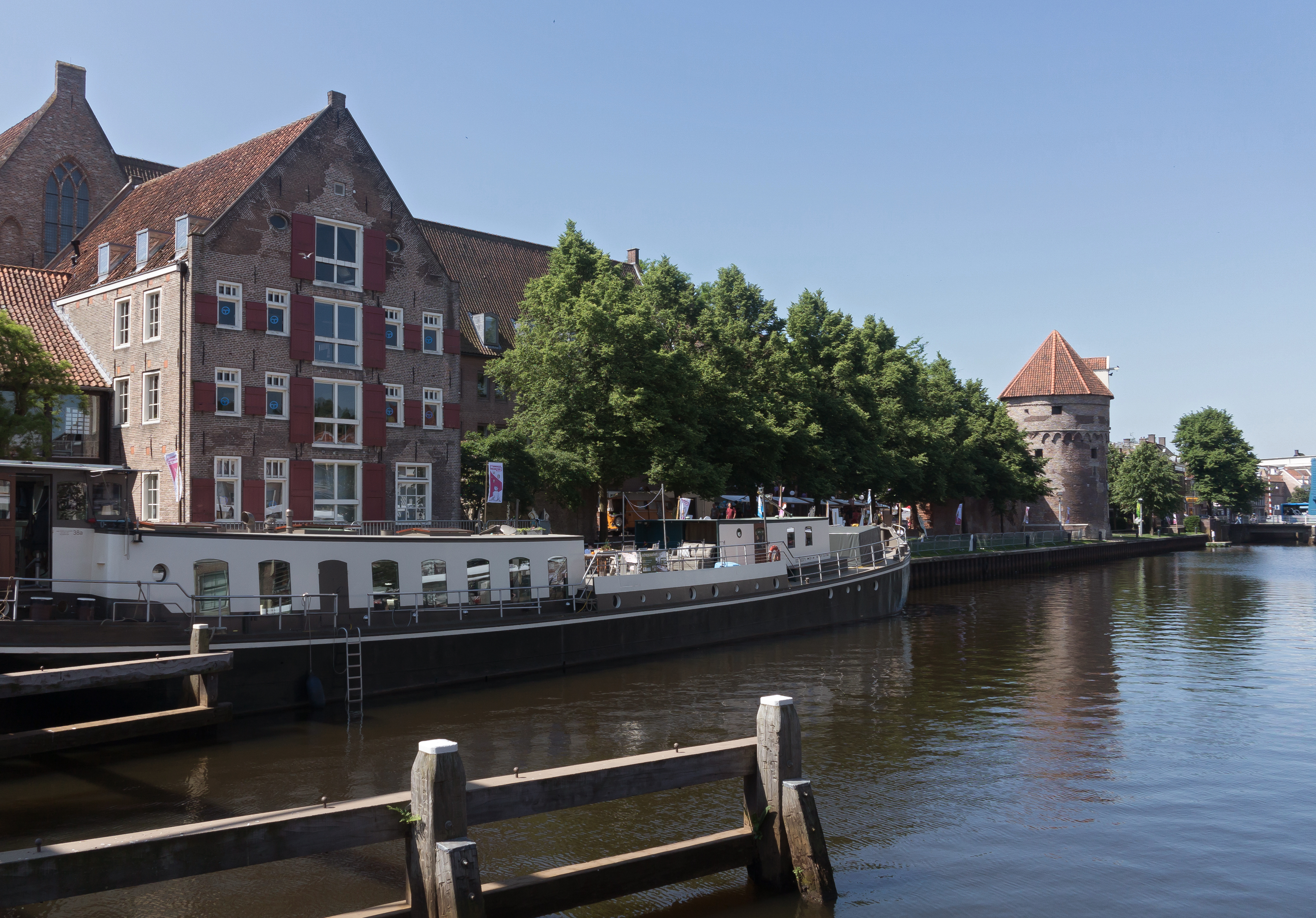
Le bateau de Josefien, la tour de Wijndragerstoren et le pont basculant.
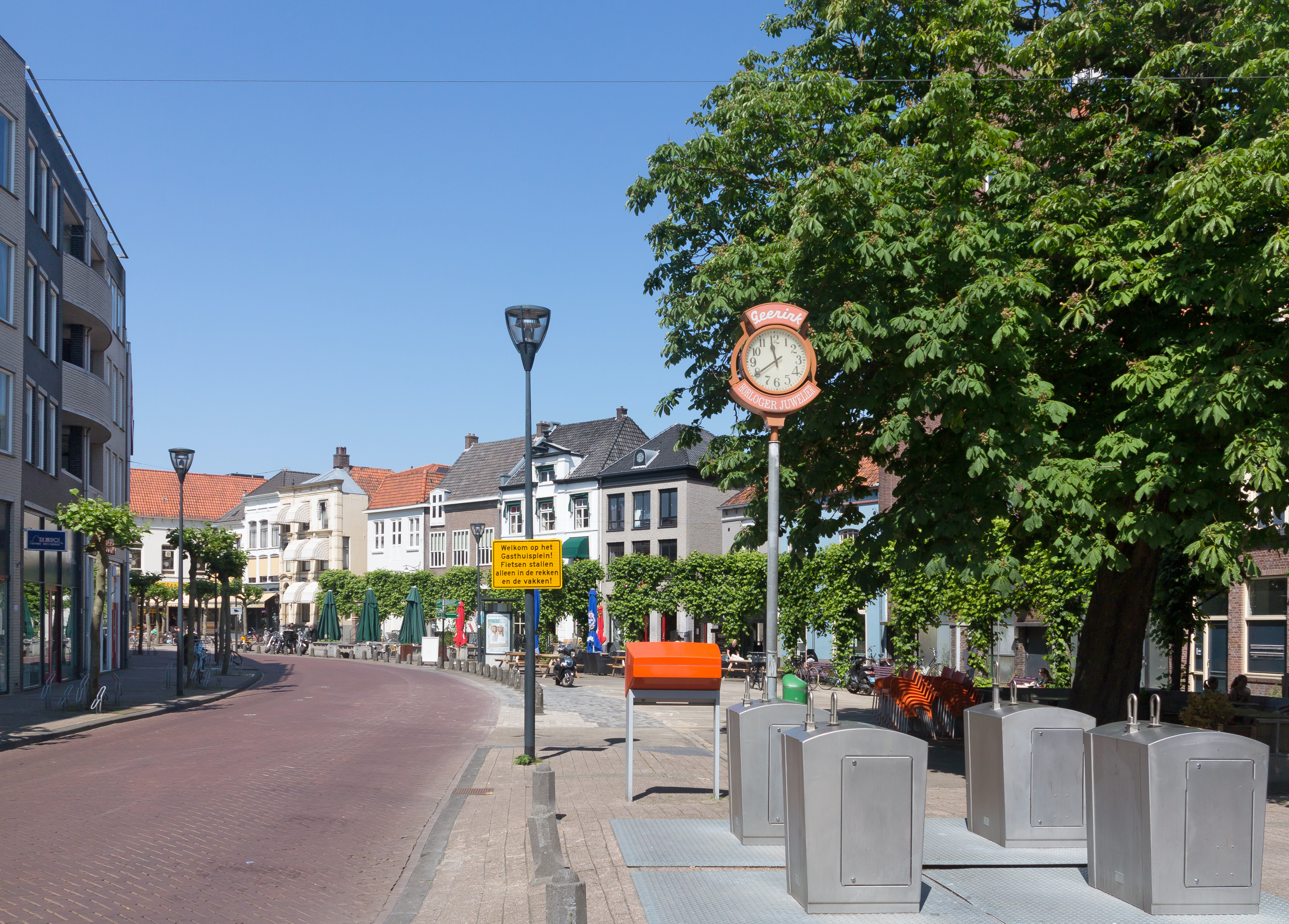
Vue dans la rue : Het Gasthuisplein.
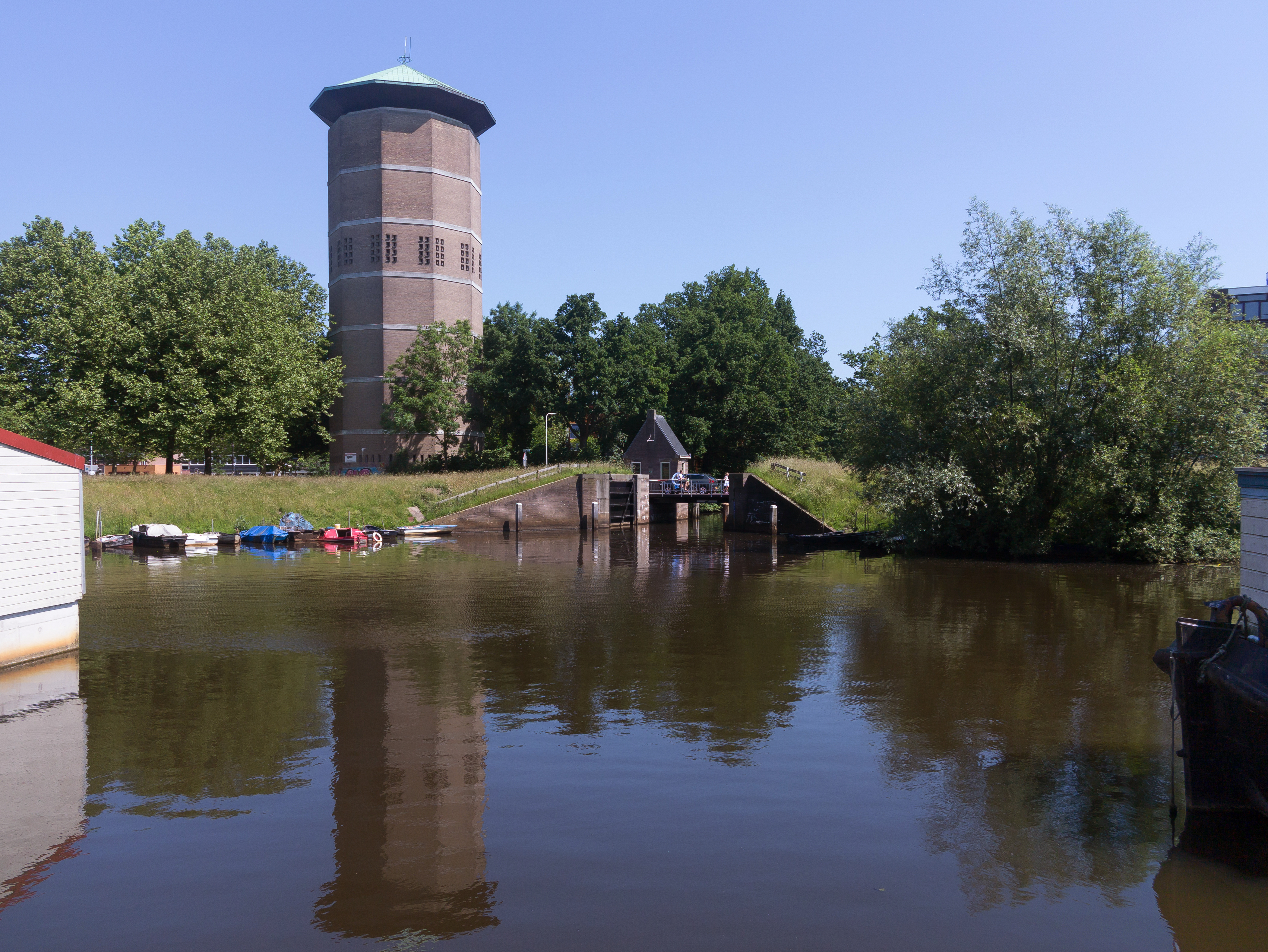
Le château d'eau au Canal d'Almelo (Almelose Kanaal).